# Hydroxyl-terminiertes Polybutadien

Beispielstruktur für hydroxyl-terminiertes Polybutadien. Die dargestellten Wiederholeinheiten können in verschiedenen Abfolgen und Verhältnissen vorkommen.

Der Name Hydroxyl-terminiertes Polybutadien, kurz HTPB, ist eine Sammelbezeichnung für Butadien-Kautschuk (Polybutadien), deren freie Molekülenden Hydroxygruppen tragen.
Die Molekülmasse liegt typischerweise um 3000, die Hydroxyl-Funktionalität, das ist die mittlere Anzahl der OH-Gruppen pro Molekül, bei 2 bis 2,5.
HTPB wird gerne als gummiartiger Träger in Feststoffraketentriebwerken eingesetzt. Zusammen mit Aluminium bildet es das Reduktionsmittel. Beide Anteile umfassen jeweils ca. 15 %. Das Oxidationsmittel, meist Ammoniumperchlorat, trägt 70 % zur Treibstoffmasse bei.
Fester Raketentreibstoff auf HTPB-Basis wird oft nach dem prozentualen Anteil der Bestandteile benannt. HTPB 1912 ist demnach ein Treibstoff aus 19 % Aluminiumpulver und 12 % Hydroxyl-terminiertem Polybutadien, der Rest sind Ammoniumperchlorat und geringe Mengen Stabilisatoren oder Katalysatoren.